# Замок Данган
Замок Данган (англ. Dangan Castle) — руины дворянской усадьбы в ирландском графстве Мит, принадлежавшей роду Уэсли (Уэлсли). Находится около деревни Саммерхилл, возле церкви Данган на Трим-роуд. Здесь вырос известный военачальник герцог Веллингтон.

## Уэлсли
Семья Уэсли (позже писалось и произносилось как «Уэлсли») занимала эту землю со времён Генриха II Плантагенета. От средневекового замка, который когда-то был их резиденцией, теперь осталась только разрушенная башня. Современный дом, называемый Данган-Хаус, был первоначально построен в начале 1700-х годов Ричардом Колли, который разрушил старый замок. Колли унаследовал поместье от бездетного Джеральда Уэсли при условии, что он сменит свою фамилию. Он стал достопочтенным Ричардом Уэсли, 1-м бароном Морнингтоном, и потратил значительную сумму денег на улучшение и содержание садов на площади в 600 ирландских акров (примерно 400 гектаров). Также в поместье было озеро площадью 26 акров (17 гектаров) с фортом, несколькими островами и несколькими кораблями. Всё это было подробно описано Мэри Делейни.
Ричарду унаследовал его сын Гаррет Уэсли, 1-й граф Морнингтон. Сын Гаррета Артур Уэлсли, будущий герцог Веллингтон, провёл большую часть своего детства в усадьбе. Собственность перешла из рук семьи Уэлсли после того, как старший брат Артура Ричард Уэлсли, 1-й маркиз Уэлсли, унаследовал её в 1781 году. Он продал её Томасу Берроузу из Ост-Индской компании.

## Дальнейшая история
В первые годы 19-го века в замке жил Роджер О’Коннор, который приобрёл его у Берроуза на условии постоянно возобновляемой аренды. О’Коннор, страстный ирландский националист, утверждал, что он приобрёл замок как «подходящую резиденцию для развлечения Наполеона» после того, как тот разгромит Британию. В 1809 году во время проживания в замке О’Коннора произошёл серьёзный пожар, который разрушил бо́льшую часть здания. Появились подозрения о махинациях со страховкой, но сын О’Коннора Франсиско Бёрдетт О’Коннор написал в своей автобиографии 60 лет спустя, что он сам сам случайно начал пожар, когда плавил свинец для отливки пуль.
В 1817 году О’Коннор вместе со своим управляющим и рабочими был обвинён в заговоре с целью ограбления почтовой кареты, в результате чего был застрелен охранник. После ставшего сенсацией процесса он был оправдан, но вскоре покинул замок. После ухода О’Коннора и без того серьёзно поврежденный замок и прилегающая к нему территория быстро пришли в состояние полного упадка. К 1841 году газета «The Irish Penny Journal» отметила, что в замке «не осталось ничего, кроме наружных стен, и внутреннее пространство, когда-то составлявшее обширные залы и комнаты, было превращено в цветочный сад». Также указывалось, что в недавнем прошлом это было «место укрытия награбленного и воровской притон».
В сентябре 2013 года замок Данган и его окрестности были выставлены на продажу.